# Clay County (Arkansas)
Das Clay County ist ein County im US-amerikanischen Bundesstaat Arkansas. Im Jahr 2010 hatte das County 16.083 Einwohner und eine Bevölkerungsdichte von 9,7 Einwohnern pro Quadratkilometer. Mit Corning, zuständig für den Western District, und Piggott, zuständig für den Eastern District, verfügt das County über zwei Verwaltungssitze (County Seats). Das County gehört zu den Dry Countys, was bedeutet, dass der Verkauf von Alkohol eingeschränkt oder verboten ist.

## Geographie
Das County liegt im äußersten Nordosten von Arkansas und grenzt sowohl im Osten – getrennt durch den St. Francis River – als auch im Norden an Missouri. Es hat eine Fläche von 1661 Quadratkilometern, wovon fünf Quadratkilometer Wasserfläche sind. An das Clay County grenzen folgende Nachbarcountys:
| Ripley County (Missouri) | Butler County (Missouri) |                           |
| Randolph County          |                          | Dunklin County (Missouri) |
|                          | Greene County            |                           |

## Geschichte
Das Clay County wurde am 24. März 1873 aus Teilen des Greene County und des Randolph County als Clayton County gebildet. Benannt wurde es nach dem US - Senator James M. Clayton (1840–1889). 1875 wurde der Name des Countys auf Clay County verkürzt.
Der erste Sitz der Countyverwaltung wurde in Corning eingerichtet mit dem Eisenbahnanschluss an die St. Louis, Iron Mountain and Southern Railway. 1877 wurde der Sitz nach Boydsville verlegt. 1881 aber wieder zurückverlegt. Nach dem weiteren Eisenbahnanschluss an die St. Louis, Arkansas and Texas Railroad 1882 wuchsen auch die Orte Greenway, Rector und Piggott schnell und der zweite Verwaltungssitz wurde in Piggott errichtet.

## Demografische Daten
Nach der Volkszählung im Jahr 2010 lebten im Clay County 16.083 Menschen in 6787 Haushalten. Die Bevölkerungsdichte betrug 9,7 Einwohner pro Quadratkilometer. In den 6787 Haushalten lebten statistisch je 2,4 Personen.
Ethnisch betrachtet setzte sich die Bevölkerung zusammen aus 97,7 Prozent Weißen, 0,6 Prozent Afroamerikanern, 0,3 Prozent amerikanischen Ureinwohnern, 0,2 Prozent Asiaten sowie aus anderen ethnischen Gruppen; 1,1 Prozent stammten von zwei oder mehr Ethnien ab. Unabhängig von der ethnischen Zugehörigkeit waren 1,5 Prozent der Bevölkerung spanischer oder lateinamerikanischer Abstammung.
21,8 Prozent der Bevölkerung waren unter 18 Jahre alt, 58,2 Prozent waren zwischen 18 und 64 und 20,0 Prozent waren 65 Jahre oder älter. 51,0 Prozent der Bevölkerung war weiblich.

Das jährliche Durchschnittseinkommen eines Haushalts lag bei 29.066 USD. Das Pro-Kopf-Einkommen betrug 18.892 USD. 18,7 Prozent der Einwohner lebten unterhalb der Armutsgrenze.

## Kultur und Sehenswürdigkeiten

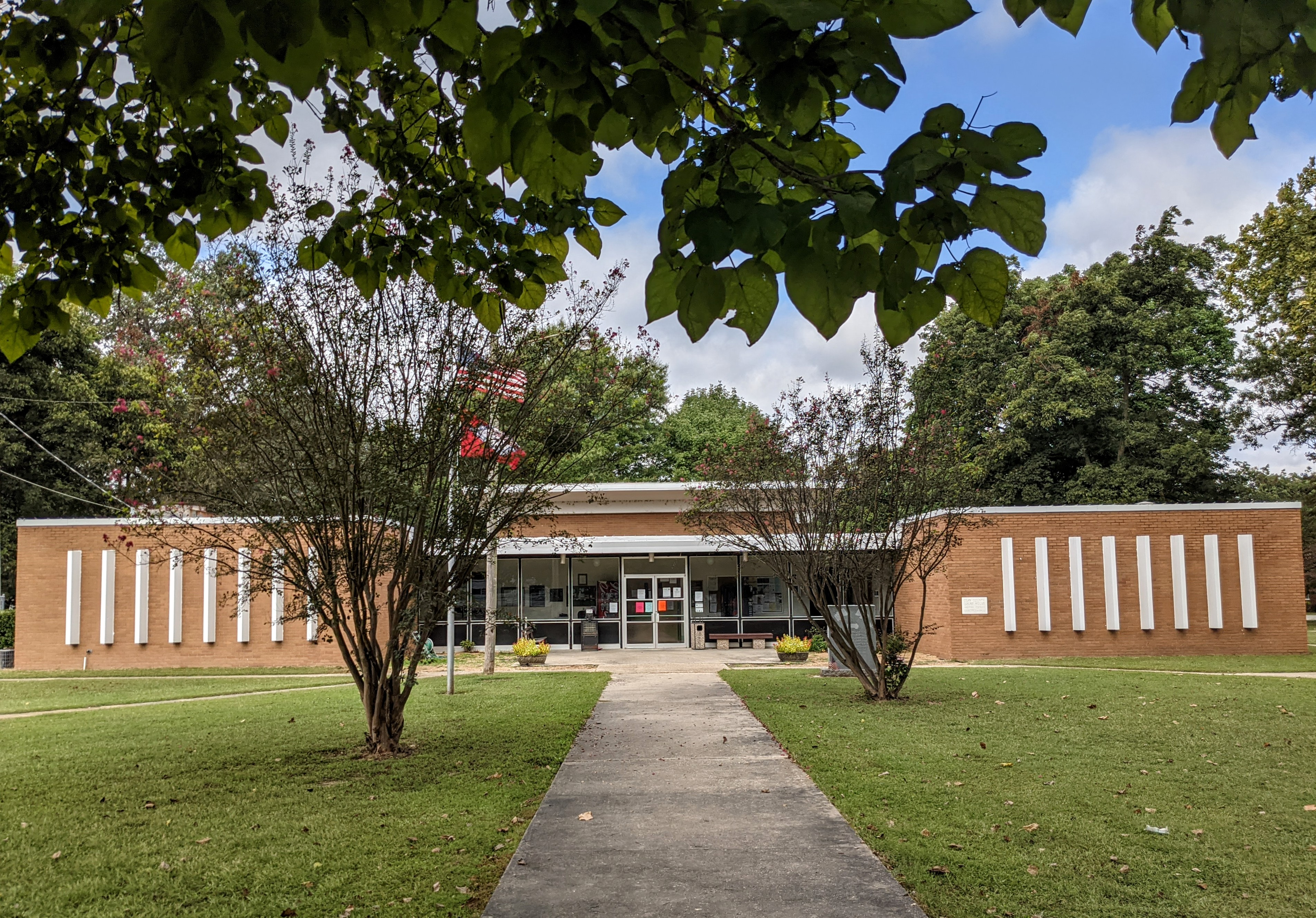
Clay County Courthouse, Western District (2020). Dieser 1967 fertiggestellte Flügel des County Courthouses ist seit September 2018 im NRHP eingetragen.

20 Bauwerke, Stätten und historische Bezirke (Historic Districts) des Countys sind im National Register of Historic Places („Nationales Verzeichnis historischer Orte“; NRHP) eingetragen (Stand 10. Februar 2022), darunter der Clay County Courthouse, Eastern und Western District, die ehemalige Tankstelle Esso Station und das Rector Waterworks Building.

## Ortschaften im Clay County
City
- Corning
- Piggott
- Rector
- Saint Francis

Towns
- Datto
- Greenway
- Knobel
- McDougal
- Nimmons
- Peach Orchard
- Pollard
- Success

Unincorporated Communities
- Bell City
- Boydsville
- Brookings
- Cache Lake
- Carryville
- Crockett
- Current View
- Dixie
- Hargrave Corner
- Heelstring
- Heubner
- Hickoria
- Holly Island Community
- Knob
- Leonard
- Mitchell
- Moark
- Palatka
- Patterson
- Rhyne
- Scatterville
- Tipperary
- Walnut Grove
- West Kennett

## Gliederung
Das Clay County ist in 17 Townships eingeteilt:

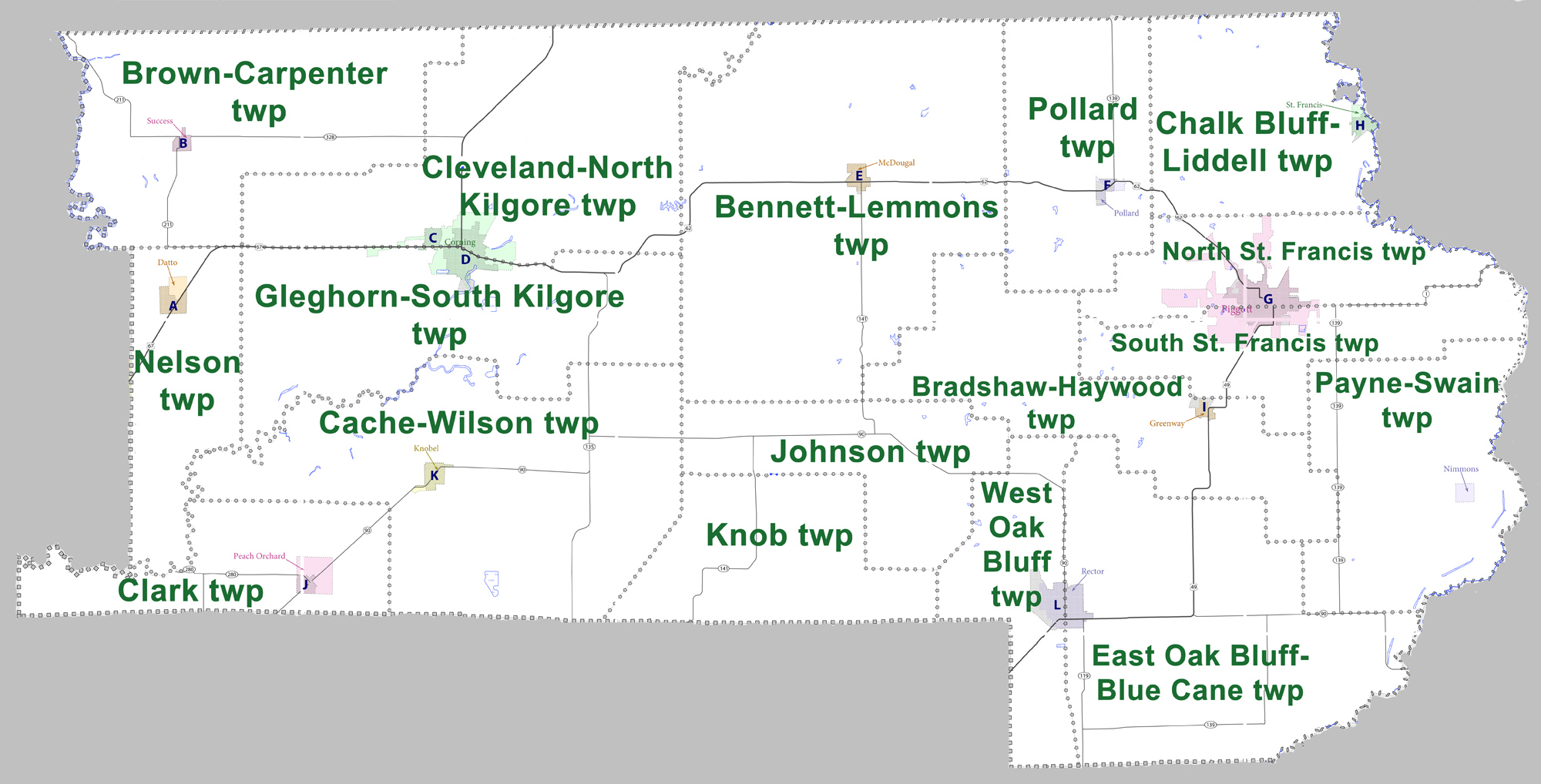
Townships im Clay County

| Township                            | Einwohner (2010) | FIPS     |
| ----------------------------------- | ---------------- | -------- |
| Bennett-Lemmons Township            | 643              | 05-90232 |
| Bradshaw-Haywood Township           | 645              | 05-90448 |
| Brown-Carpenter Township            | 411              | 05-90496 |
| Cache-Wilson Township               | 477              | 05-90589 |
| Chalk Bluff-Liddell Township        | 598              | 05-90757 |
| Clark Township                      | 193              | 05-90801 |
| Cleveland-North Kilgore Township    | 2665             | 05-90874 |
| East Oak Bluff - Blue Cane Township | 1527             | 05-91201 |
| Gleghorn-South Kilgore Township     | 1754             | 05-91474 |
| Johnson Township                    | 225              | 05-91971 |
| Knob Township                       | 243              | 05-92058 |
| Nelson Township                     | 209              | 05-92667 |
| North St. Francis Township          | 2628             | 05-92719 |
| Payne-Swain Township                | 339              | 05-92836 |
| Pollard Township                    | 532              | 05-92952 |
| South St. Francis Township          | 1720             | 05-93439 |
| West Oak Bluff Township             | 1274             | 05-93971 |